# Ervin Panofski
Ervin Panofski (30. mart 1892 u Hanoveru – 14. mart 1968 u Prinstonu u Nju Džerziju) bio je nemačko-jevrejski istoričar umetnosti, čija se akademska karijera uglavnom nastavila u SAD nakon uspona nacističkog režima
Panofskijevo delo predstavlja visoku tačku u modernom akademskom proučavanju ikonografije, koju je koristio u izuzetno uticajnim delima poput njegove „male knjige” Renesansa i preporod u zapadnoj umetnosti i njegovom remekdelu Rano holandsko slikarstvo.
Mnoga od njegovih dela se još uvek štampaju, uključujući Studije iz ikonologije: Humanističke teme u umetnosti renesanse (1939), Značenje u vizuelnoj umetnosti (1955), i njegovu studiju iz 1943. Život i umetnost Albrehta Direra. Panofskijeve ideje su takođe imale veliki uticaj na intelektualnu istoriju generalno, posebno u njegovoj upotrebi istorijskih ideja za tumačenje umetničkih dela i obrnuto.

## Biografija
Panofski je rođen Hanoveru u bogatoj jevrejskoj silezijskoj rudarskoj porodici. On je odrastao u Berlinu, maturirao je1910. u gimnaziji Joahimstalšes. On je studirao pravo, filozofiju, filologiju i istoriju umetnosti u Frajburgu, Minhenu i Berlinu tokom 1910–14, gde je slušao i predavanja istoričarke umetnosti Margarete Biber, koja je zamenjivala Georga Ločku.
Dok je Panofski pohađao kurseve na Univerzitetu Frajburg, nešto stariji student, Kurt Bat, odveo ga je na predavanje osnivača odeljenja za istoriju umetnosti Vilhelma Vega, pod kojim je svoju disertaciju napisao 1914. godine. Njegova tema, Direrova umetnička teorija, Dürers Kunsttheorie: vornehmlich in ihrem Verhaltnis zur Kunsttheorie der Italiener, objavljena je sledeće godine u Berlinu pod nazivom Die Theoretische Kunstlehre Albrecht Dürers. Zbog povrede pri konjičkm jahanju, Panofski je oslobođen vojne službe tokom Prvog svetskog rata, koristeći to vreme da prisustvuje seminarima o srednjem veku Adolfa Goldšmita u Berlinu.
Panofskijeva akademska karijera u oblasti istorije umetnosti odvela ga je na Univerzitet u Berlinu, Univerzitet u Minhenu, i konačno, na Univerzitet u Hamburgu, gde je predavao od 1920. do 1933. godine. Upravo u tom periodu počeli su se pojavljivati njegovi prvi značajniji spisi o istoriji umetnosti. Značajno rano delo bilo je Idea: Ein Beitrag zur Begriffsgeschichte der älteren Kunstheorie (1924; u prevodu Ideja: koncept u teoriji umetnosti), zasnovano na idejama Ernsta Kasirera.
Panofski je prvi put došao u Sjedinjene Države 1931. godine da predaje na Njujorškom univerzitetu. Iako mu je u početku bilo dozvoljeno da provodi naizmenične semestre u Hamburgu i Njujorku, nakon što su nacisti došli na vlast u Nemačkoj njegovo imenovanje u Hamburgu je prekinuto, jer je bio Jevrejin, a ostao je trajno u Sjedinjenim Državama sa svojom suprugom istoričarkom umetnosti (od 1916) , Dorotejom „Dorom” Mos (1885-1965). On i njegova supruga postali su deo Kaler-Krajsa.
Do 1934. godine Panofski je istovremeno predavao na Njujorškom univerzitetu i na Univerzitetu Prinston, a 1935. godine pozvan je da se pridruži osoblju novog Instituta za napredne studije u Prinstonu, Nju Džerzi, gde je ostao do kraja karijere. Godine 1999. je deo stambenog kompleksa fakulteta nazvan njemu u čast „Panofski lejn”.
Panofski je bio član Američke akademije umetnosti i nauka, Britanske akademije i niza drugih nacionalnih akademija. Godine 1954. je postao strani član Kraljevske holandske akademije umetnosti i nauka. Godine 1962. dobio je Haskinsovu medalju Srednjovekovne američke akademije. Tokom perioda 1947–1948 Panofski je bio Čarls Eliot Nortonov profesor na Univerzitetu Harvard; predavanja su kasnije postala kurs Rano holandsko slikarstvo.

## Radovi
- Idea: A Concept in Art Theory (1924)[7]
- Perspective as Symbolic Form (1927)[8]
- Studies in Iconology (1939)[9]
- The Life and Art of Albrecht Dürer (1943)[10]
- (trans.) Abbot Suger on the Abbey Church of St.-Denis and its art treasures (1946).[11] Based on the Norman Wait Harris lectures delivered at Northwestern university in 1938.
- Gothic Architecture and Scholasticism (1951)[12]
- Early Netherlandish Painting: Its Origins and Character (1953).[13] Based on the 1947–48 Charles Eliot Norton Lectures.
- Meaning in the Visual Arts (1955)[14]
- Pandora's Box: the Changing Aspects of a Mythical Symbol (1956) (with Dora Panofsky)[15]
- Renaissance and Renascences in Western Art (1960)[16]
- Tomb Sculpture: Four Lectures on Its Changing Aspects from Ancient Egypt to Bernini (1964)[17]
- Saturn and Melancholy: Studies in the History of Natural Philosophy, Religion, and Art (1964) (with Raymond Klibansky and Fritz Saxl)[18]
- Problems in Titian, mostly iconographic (1969)[19]
- Three Essays on Style (1995; ed. Irving Lavin):[20] "What Is Baroque?", "Style and Medium in the Motion Pictures", "The Ideological Antecedents of the Rolls-Royce Radiator". Intro. by Irving Lavin.
- „The Mouse That Michelangelo Failed to Carve” (PDF) (Essays In Memory of Karl Lehmann изд.). N.Y.: Institute of Fine Arts, New York University. 1964: 242—255.
- Carmina Latina{{cite book|author= |title= (2018; ed. with introduction and short annotations by Gereon Becht-Jördens)[21]

## Literatura
- Holly, Michael Ann, (1985). Panofsky and the Foundations of Art History., Ithaca, Cornell University Press,
- Ferretti, Sylvia, Cassirer, Panofsky, Warburg: Symbol, Art, and History, New Haven, Yale University Press, (1989)
- Lavin, Irving, editor, (1995). Meaning in the Visual Arts: View from the Outside. A Centennial Commemoration of Erwin Panofsky (1892–1968)., Princeton, Institute for Advanced Study,
- Panofsky, Erwin, & Lavin, Irving (Ed.), Three essays on style, Cambridge, MA, MIT Press, (1995)
- „Panofsky, Erwin.”. Архивирано из оригинала 03. 03. 2020. г. Приступљено 22. 05. 2020. in the  Dictionary of Art Historians, Lee Sorensen, ed.
- Wuttke, Dieter (Ed.), Erwin Panofsky. Korrespondenz, Wiesbanden, Harrassowitz, (2001–2011)

## Spoljašnje veze
- Дела Erwin Panofsky на сајту Фејдид пејџ Канада

- Petri Liukkonen. "Erwin Panofsky". Books and Writers
- Emmanuel Alloa, Could Perspective Ever Be A Symbolic Form. Revisiting Panofsky with Cassirer, in Journal of Aesthetics and Phenomenology. 2 (1). 2015. Недостаје или је празан параметар |title= (помоћ)
- Peter Barenboim. „The Mouse that Michelangelo Did Carve in the Medici Chapel: An Oriental Comment to the Famous Article of Erwin Panofsky”.